# コ・ヒョンジョン
コ・ヒョンジョン（고현정、1971年3月2日 - ）は、韓国・全羅南道和順郡生まれの女優である。韓国ドラマ史上第2位の視聴率を記録したドラマ、『砂時計』や、星の金貨の韓国リメイク版『春の日』に出演、スターの一人として現在活動中である。

## 来歴
和順郡綾州面生まれだが、6歳の時にソウルに移住した。本貫は長興高氏。1989年にミスコリアの善(第2位)に入賞し。1989年に『全国は今』のニュースキャスターとしてテレビデビューし、1991年に『なつめの木に愛が実るよ』でドラマデビュー。その後、数々のドラマに出演した。1995年の『砂時計』に出演し、一躍スターダムにのし上がる。ドラマ放送終了直後に、新世界グループのデパート副社長であったチョン・ヨンジンと結婚し、一時引退する。
その後、2002年の「復帰してほしい韓国女優ランキング」で50%の投票率を誇った。
そして2003年に性格や価値観の不一致を理由に離婚し、芸能界復帰を表明。2005年には『春の日』に34歳でありながら20代前半の役で出演し、完全に復帰した。2006年には『浜辺の女』で、スクリーンデビューを果たす。現在も、スターの一人として活動中。

## 人物像
- 身長　172cm
- 体重　56kg
- 出身大学　東國大學校演劇映画科
- 趣味　水泳
- 特技　ジャズピアノ、カヤグム、声楽
- 血液型　A型（一時B型と言われたが、トーク番組で自分は典型的なA型と言った。）
- 座右の銘　｢常に正しい事をしながら、明るく肯定的に生きよう」

## 出演
ニュース
- 全国は今（1989年）

ドラマ
- なつめの木に愛が実るよ（1990年、KBS）
- 黎明の瞳（1991年、MBC）　アン・ミョンジ役
- 恐れない愛（1992年、SBS）　シン・ギョンエ役として出演。
- 女の部屋（1992年、MBC）　シス役として出演。
- お母さんの海（1994年、MBC）
- 別れ（1994年、SBS）
- 砂時計（1995年、SBS）韓国一の財閥の娘、ユン・ヘリン役として出演。第14話で日本語を話した。　全24話で、日本でもDVD‐BOX1、2が発売された。
- 春の日（2005年、SBS）　かつてオーケストラを目指していた少女、ソ・ジョンウン役として出演。特技のピアノを生かした演技もあった。全20話で、日本でもDVD‐BOX1,2が発売された。日本の星の金貨のリメイクである。
- キツネちゃん、何しているの?（2006年、MBC）　アダルト雑誌の編集記者、コ・ビョンヒ役として出演。
- H.I.T. -女性特別捜査官-（2007年、MBC）　韓国初の女性特別捜査課長、チャ・スギョン役として出演。実話を元にしたドラマ。
- 善徳女王（2009年、MBC）　韓国の古代国家である新羅で王を超えた権力を持った後宮、ミシル (美室) 役として出演。
- レディプレジデント〜大物（2010年、SBS）　韓国初の女性大統領，ソ・ヘリム (徐恵琳) 役として出演。
- 女王の教室（2013年、MBC）冷酷さと近寄れないカリスマ性を持つ悪魔のような女性教師、マ・ヨジン役として出演。日本の同名ドラマのリメイクである。
- ディア・マイ・フレンズ（2016年、tvN）　パク・ワン役
- リターン －真相－（2018年、SBS）　弁護士，チェ・ジャヘ 役として出演。（第8話で降板）
- 町の弁護士チョ・ドゥルホ2（2019年、KBS）　イ・ジャギョン役
- あなたに似た人（2021年、JTBC）　チョン・ヒジュ役
- マスクガール（2023年、Netflix）　キム・モミ役

映画
- 浜辺の女（2006年）　男性2人と旅する女性, キム・ムンスク役として出演。
- 女優たち（2009年）　コ・ヒョンジョン役（本人役）として出演。

バラエティー
- 土曜大行進 - MCとして活動。
- 土曜特急 - MCとして活動。
- GO SHOW - MCとして活動。

CM
- ルノーサムスン・SM5（2010年）　など

## 受賞歴
- 1989年 ミスコリア 善（第2位）
- 1992年 第28回百想芸術大賞 新人演技賞（なつめの木に愛が実るよ）
- 2000年 SBS演技大賞 ビッグスター賞
- 2005年 SBS演技大賞 10大スター賞
- 2006年 第 7回釜山映画評論家協会賞 新人女優賞（浜辺の女）
- 2009年 第10回放送人賞 放送演技者賞（善徳女王-美室 役、以下の賞は美室役として受賞）
- 2009年 MBC演技大賞 大賞
- 2010年 第22回韓国PD大賞 タレント部門 出演者賞
- 2010年 第46回百想芸術大賞 テレビ部門 大賞
- 2010年 第37回韓国放送大賞 タレント賞
- 2010年 SBS演技大賞 大賞、10大スター賞（レディプレジデント～大物-徐恵琳 役）